# Francesco Fino
Francesco Fino (Corigliano Calabro, 26 febbraio 1955) è un politico italiano.

## Biografia
Dal 1993 al 1997 è assessore comunale a Corigliano Calabro. Nel 1996 viene eletto deputato con il Polo delle Libertà nel collegio di Corigliano (con il 51% dei voti), alla Camera aderisce al gruppo di Alleanza Nazionale, restando in carica nella XIII legislatura, fino al 2001.